# جيمس هنري هويت
جيمس هنري هويت هو سياسي أمريكي، ولد في 14 أبريل 1809 في ستامفورد في الولايات المتحدة، وتوفي في 14 ديسمبر 1873 في كونيتيكت في الولايات المتحدة. نشط حزبياً في الحزب الديمقراطي. وقد انتخب عضو مجلس ولاية كونيتيكت ‏.